# L'oca dels ous d'or

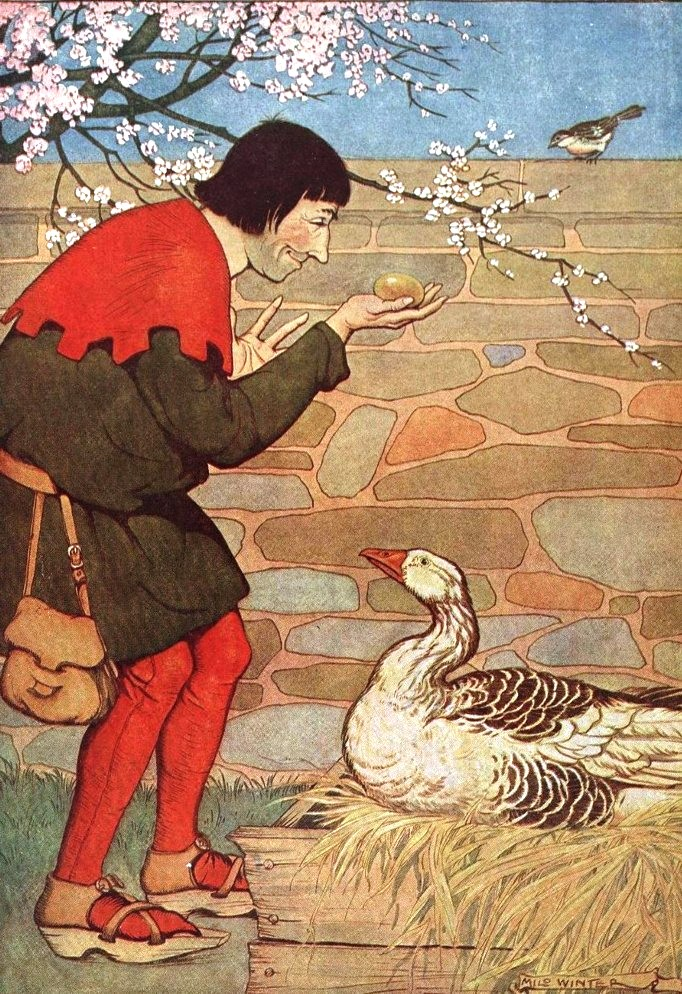
L'oca que ponia els ous d'or, il·lustrada per Milo Winter en una edició de 1919

"L'oca dels ous d'or" és una de les faules d'Isop, que té el número 87 a l'índex Perry. És una història que també té una sèrie d'anàlegs orientals. Moltes altres històries contenen oques que posen ous daurats, encara que algunes versions les canvien per gallines o altres ocells que posen ous daurats. En català, el conte s'ha explicat a vegades amb una gallina.
El conte ha donat lloc a l'expressió "matar l'oca que pon els ous d'or", que fa referència a la destrucció miope d'un recurs valuós, o a una acció poc rendible motivada per la cobdícia.

## Història i moral
Avianus i Caxton expliquen històries diferents d'una oca que pon un ou d'or, com a Townsend: "Un camperol i la seva dona tenien una gallina que posava un ou d'or cada dia". Van suposar que la gallina havia de tenir un gran tros d'or a l'interior, i per tal d'aconseguir l'or, la van matar. Aleshores, per sorpresa, van veure que la gallina no es diferenciava en res de les seves altres gallines. D'aquesta manera, amb l'esperança d'enriquir-se tot d'una, es van privar del guany que els assegurava dia a dia".
En els primers relats, de vegades hi ha un comentari que adverteix contra la cobdícia en lloc d'una moral concisa. Això és així a la faula de La Poule aux oeufs d'or de Jean de La Fontaine (Fables V.13), que comença amb el sentiment de que "la cobdícia ho perd tot per voler tenir tot el guany" i comenta que la història es pot aplicar a aquells que es fan pobres intentant divulgar-se.
Només més tard va començar a aparèixer la moral més citada avui. Aquests són «La cobdícia sovint es troba a si mateixa» (Joseph Jacobs, 1894) i «Molt vol més i ho perd tot» (Samuel Croxall, 1722). També cal destacar que es tracta d'històries explicades d'una oca més que d'una gallina.
En anglès hi ha l'expressió "No mateu l'oca que pon l'ou d'or", de vegades escurçada a "matant l'oca daurada", que deriva d'aquesta faula. Generalment s'utilitza d'una acció miope que destrueix la rendibilitat d'un actiu. La versió de Caxton de la història fa que l'amo de l'oca exigeixi que pongui dos ous al dia; quan va respondre que no podia, el propietari el va matar. La mateixa lliçó és impartida per la faula diferent d'Ignacy Krasicki de "El granger".

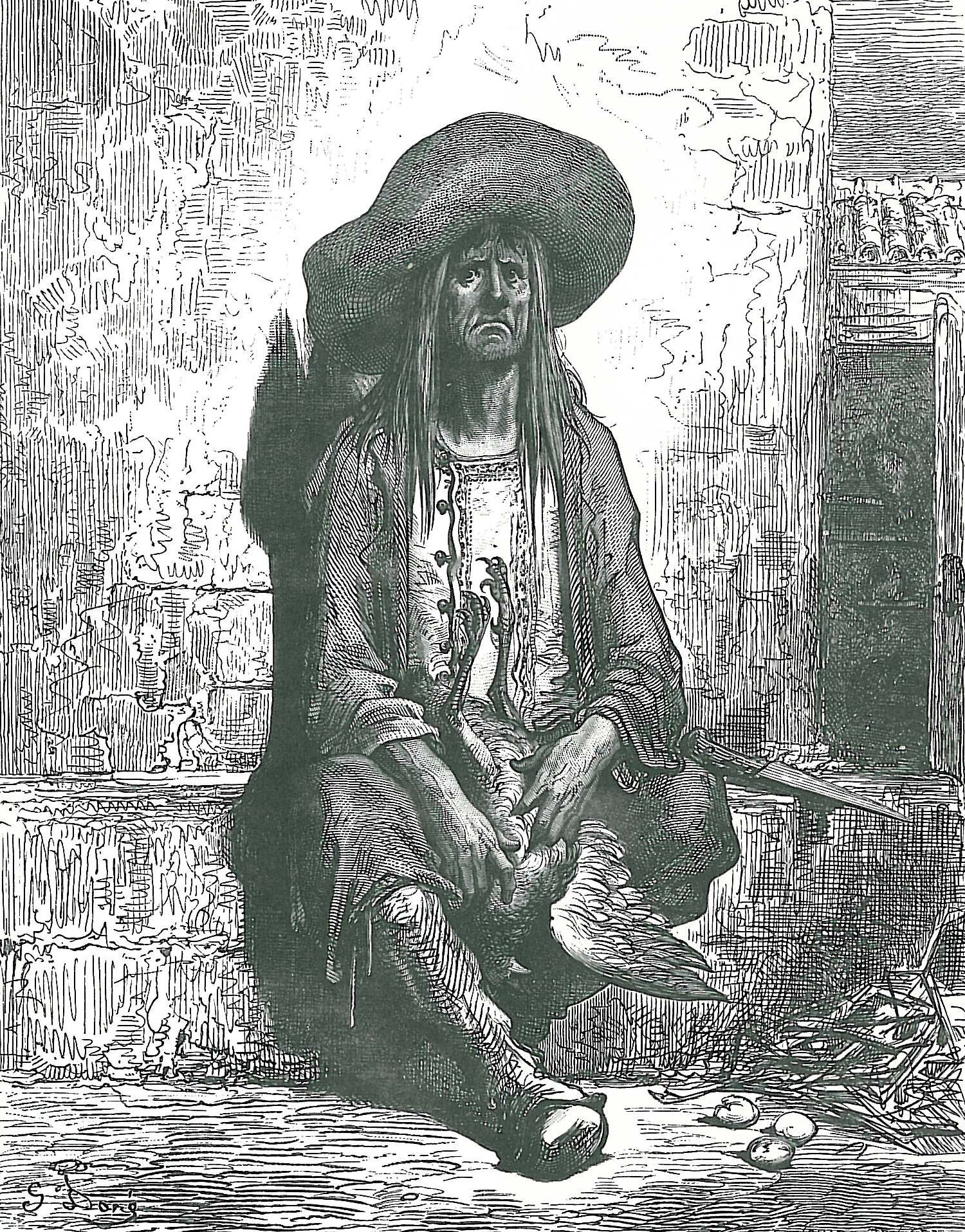
il·lustració per a les faules de Jean de La Fontaine de Gustave Doré

## Instàncies orientals
Un anàleg oriental a aquesta història el trobem al Suvannahamsa Jataka, que apareix a la quarta secció del llibre budista de disciplina monàstica (Vinaya). En això el pare d'una família pobra reneix com un cigne amb plomes daurades i els convida a arrencar i vendre una sola ploma de les seves ales per mantenir-se, tornant de tant en tant per permetre'n una altra. La mare cobdiciosa de la família finalment arrenca totes les plomes alhora, però després es converteixen en plomes normals; quan el cigne recupera les plomes també ells ja no són or.
Al nord de l'Índia, a l'antic territori persa de Sogdiana, era la versió grega de la història la que es coneixia. Entre els murals del segle VIII a Panjakent, a la província occidental de Sugdh al Tadjikistan, hi ha un plafó de la sala 1, sector 21, que representa una sèrie d'escenes que es mouen de dreta a esquerra on és possible reconèixer la mateixa persona primer en el acte de comprovar un ou d'or i després matar l'animal per obtenir més ous, només per entendre l'estupidesa de la seva idea al final de la seqüència. Una versió local de la història encara persisteix a la zona, però acaba de manera diferent amb el personatge principal que finalment es converteix en rei.
Al Mahabharata s'explica una història d'ocells salvatges que escopen or i van ser descoberts per un home que aviat els va estrangular "per cobdícia".

## Ús a les arts
El text francès es va establir com el quart de Vijf fabels van La Fontaine de Rudolf Koumans per a cor i orquestra infantil (Op. 25 1968). Yassen Vodenitcharov (1964-) ha creat una òpera de cambra a partir de la història (2004) i Vladimir Cosma va incloure el poema com a novena peça a Eh bien ! Dansez maintenant (2006), una interpretació alegre per a narrador i orquestra a l'estil d'un foxtrot.
La majoria de les il·lustracions de "L'oca que va posar els ous d'or" representen el granger desesperat després de descobrir que ha matat l'oca sense cap propòsit. També va ser una de les diverses faules aplicades a temes polítics per l'il·lustrador nord-americà Thomas Nast. Subtitulat Sempre matant l'oca que pon els ous d'or, va aparèixer a Harper's Weekly el 16 de març de 1878. Allà la imatge del pagès desconcertat, assessorat per un "estadista comunista", es referia a la vaga ferroviària de 1877. L'agricultor representa els membres del sindicat impulsats políticament la dona i els fills dels quals lamenten al fons.
Dos segells de correus també han destacat la rondalla. El conjunt de contes infantils de Burundi de 1987 utilitza la imatge de Gustave Doré del granger desesperat sostenint el cos de l'oca sacrificada (vegeu més amunt). La faula apareix més tard al valor de 73 penics d'un conjunt de Jersey que celebra el bicentenari de Hans Christian Andersen el 2005, tot i que "L'oca que va posar l'ou d'or" mai va figurar entre les seves històries.

### Pel·lícules
El tema d'un ànec, oca o gallina posant un ou d'or, es va tractar en pel·lícules tant als Estats Units com a Rússia. A Golden Yeggs (Warner Bros, 1950) se li va donar un tractament de dibuixos animats, mentre proporcionava una comèdia MacGuffin a The Million Dollar Duck (Walt Disney Productions, 1971). La pel·lícula de 1971 Willy Wonka i la fàbrica de xocolata presenta oques ponent ous daurats farcits de xocolata. La comèdia russa Assia i la gallina dels ous d'or (Kurochka Ryaba, 1994) fa una mirada una mica satírica a la gelosia dels petits pobles en l'època postsoviètica.